# Liste der Präsidenten des französischen Senats
Der französische Senat ist das Oberhaus des Parlaments. Ihm steht ein Präsident vor. Auch wenn es im Ersten wie im Zweiten Kaiserreich Senate gab, so war ihnen weniger eine gesetzgebende Gewalt, vielmehr eine beratende Funktion gegeben – ähnlich dem Modell des Römischen Senats.
Frankreich machte seine ersten Erfahrung mit einem Oberhaus unter dem Direktorium von 1795 bis 1799, als der Rat der Ältesten mit seinen 250 Mitgliedern die obere Kammer stellte.
Mit der Restauration im Jahr 1814 wurde die neue Kammer des Hochadels begründet, die Modell stand für das britische House of Lords. Zunächst saß in ihr nur der hohe Erbadel, aber im Zuge der Julirevolution von 1830 wurde es eine Körperschaft, für die man auf Lebenszeit berufen wurde.
Die Zweite Republik kehrte nach 1848 zu einem Einkammernsystem zurück. Kurz nach Beginn der Dritten Republik wurde ein Senat als obere Kammer installiert. In der Vierten Republik wurde der Senat in Rat der Republik umbenannt, doch seine Funktion blieb größtenteils die gleiche. Mit der Fünften Republik wurde schließlich der althergebrachte Name Senat wiederhergestellt.
Der Präsident des Senats hat nach der Verfassung der Fünften Republik neben dem Vorsitz über das Oberhaus des Parlaments noch eine weitere wichtige Funktion: Im Falle des Rücktritts oder des Tods des Staatspräsidenten wird er Übergangspräsident der Republik, bis eine neue Wahl abgehalten werden kann. Die Protokollarische Rangordnung in Frankreich weist dem Senatspräsidenten als dritthöchsten Amtsträger der Fünften Republik nach dem Präsidenten und dem Premierminister aus. Die Wahl des Senatspräsidenten erfolgt nach jeder teilweisen Neuwahl des Gremiums, also alle drei Jahre.

## Erste Republik (Direktorium) (1795–1799)
| Präsident                                     | Beginn             | Ende               |
| --------------------------------------------- | ------------------ | ------------------ |
| Claude Antoine Rudel Du Miral                 | 28. Oktober 1795   | 28. Oktober 1795   |
| Louis-Marie de La Révellière-Lépeaux          | 28. Oktober 1795   | 2. November 1795   |
| Pierre-Charles-Louis Baudin                   | 2. November 1795   | 23. November 1795  |
| François Denis Tronchet                       | 23. November 1795  | 22. Dezember 1795  |
| Théodore Vernier                              | 22. Dezember 1795  | 22. Januar 1796    |
| Guillaume François Charles Goupil de Préfelne | 22. Januar 1796    | 20. Februar 1796   |
| Claude Ambroise Régnier                       | 20. Februar 1796   | 21. März 1796      |
| Jacques Antoine Creuzé-Latouche               | 21. März 1796      | 20. April 1796     |
| Jean-Barthélemy Lecouteulx de Canteleu        | 20. April 1796     | 20. Mai 1796       |
| Charles-François Lebrun                       | 20. Mai 1796       | 19. Juni 1796      |
| Jean-Étienne-Marie Portalis                   | 19. Juni 1796      | 19. Juli 1796      |
| Jean Dussaulx                                 | 19. Juli 1796      | 18. August 1796    |
| Honoré Muraire                                | 18. August 1796    | 23. September 1796 |
| Roger Ducos                                   | 23. September 1796 | 22. Oktober 1796   |
| Jean-Girard Lacuée de Cessac                  | 22. Oktober 1796   | 21. November 1796  |
| Jean-Jacques Bréard                           | 21. November 1796  | 21. Dezember 1796  |
| Boniface Paradis                              | 21. Dezember 1796  | 20. Januar 1797    |
| Sébastien Ligeret de Beauvais                 | 20. Januar 1797    | 19. Februar 1797   |
| Joseph Clément Poullain de Grandprey          | 19. Februar 1797   | 21. März 1797      |
| Jean François Bertrand Delmas                 | 21. März 1797      | 20. April 1797     |
| Edme-Bonaventure Courtois                     | 20. April 1797     | 20. Mai 1797       |
| François Barbé-Marbois                        | 20. Mai 1797       | 19. Juni 1797      |
| Louis Bernard-Saint-Affrique                  | 19. Juni 1797      | 19. Juli 1797      |
| Pierre Samuel Dupont de Nemours               | 19. Juli 1797      | 18. August 1797    |
| André Daniel Laffon de Ladébat                | 18. August 1797    | 4. September 1797  |
| Jean-Antoine Marbot                           | 6. September 1797  | 23. September 1797 |
| Emmanuel Crétet                               | 23. September 1797 | 22. Oktober 1797   |
| Jean-Pierre Lacombe-Saint-Michel              | 22. Oktober 1797   | 21. November 1797  |
| Jean François Philibert Rossée                | 21. November 1797  | 21. Dezember 1797  |
| Jean-Baptiste Marragon                        | 21. Dezember 1797  | 20. Januar 1798    |
| Jean Rousseau                                 | 20. Januar 1798    | 19. Februar 1798   |
| Pardoux Bordas                                | 19. Februar 1798   | 21. März 1798      |
| Étienne Mollevaut                             | 21. März 1798      | 20. April 1798     |
| Jacques Poisson de Coudreville                | 20. April 1798     | 20. Mai 1798       |
| Claude Ambroise Régnier                       | 20. Mai 1798       | 19. Juni 1798      |
| Jean-Antoine Marbot                           | 19. Juni 1798      | 19. Juli 1798      |
| Etienne Mayneaud-Bisfranc de Laveaux          | 19. Juli 1798      | 18. August 1798    |
| Pierre Antoine Laloy                          | 18. August 1798    | 23. September 1798 |
| Benoît Michel Decomberousse                   | 23. September 1798 | 22. Oktober 1798   |
| Emmanuel Pérès de Lagesse                     | 22. Oktober 1798   | 21. November 1798  |
| Jean-Augustin Moreau de Vormes                | 21. November 1798  | 21. Dezember 1798  |
| Jean-Baptiste Perrin des Vosges               | 21. Dezember 1798  | 20. Januar 1799    |
| Dominique Joseph Garat                        | 20. Januar 1799    | 19. Februar 1799   |
| Jean-Aimé Delacoste                           | 19. Februar 1799   | 21. März 1799      |
| Mathieu Depère                                | 21. März 1799      | 20. April 1799     |
| Claude-Pierre Dellay d'Agier                  | 20. April 1799     | 20. Mai 1799       |
| Claude-Christophe Gourdan                     | 20. Mai 1799       | 19. Juni 1799      |
| Pierre-Charles-Louis Baudin                   | 19. Juni 1799      | 19. Juli 1799      |
| Louis-Thibaut Dubois-Dubais                   | 19. Juli 1799      | 18. August 1799    |
| Mathieu-Augustin Cornet                       | 18. August 1799    | 24. September 1799 |
| Joseph Cornudet des Chaumettes                | 24. September 1799 | 23. Oktober 1799   |
| Louis-Nicolas Lemercier                       | 23. Oktober 1799   | 10. November 1799  |

## Konsulat (1799–1804)
| Präsident                      | Beginn            | Ende             |
| ------------------------------ | ----------------- | ---------------- |
| Emmanuel-Joseph Sieyès         | 27. Dezember 1799 | 13. Februar 1800 |
| François Barthélemy            | 13. Februar 1800  | 27. Februar 1801 |
| François Denis Tronchet        | 27. Februar 1801  | 2. August 1801   |
| François-Christophe Kellermann | 2. August 1801    | 18. Januar 1802  |
| Louis-Nicolas Lemercier        | 18. Januar 1802   | 4. August 1802   |

Laut Artikel 39 der Verfassung des Jahres X (1802) standen dem Senat bis 1804 die drei Konsuln vor: Napoleon Bonaparte, Jean-Jacques Régis de Cambacérès und Charles-François Lebrun.

## Erstes Kaiserreich (1804–1814)
| Präsident                             | Beginn       | Ende           |
| ------------------------------------- | ------------ | -------------- |
| Nicolas-Louis François de Neufchâteau | 19. Mai 1804 | 19. Mai 1806   |
| Gaspard Monge                         | 19. Mai 1806 | 1. Juli 1807   |
| Bernard Germain de Lacépède           | 1. Juli 1807 | 1. Juli 1808   |
| Jean-Denis-René de Saint-Vallier      | 1. Juli 1808 | 1. Juli 1809   |
| Germain Garnier                       | 1. Juli 1809 | 1. Juli 1811   |
| Bernard Germain de Lacépède           | 1. Juli 1811 | 1. Juli 1813   |
| François Barthélemy                   | 1. Juli 1813 | 14. April 1814 |

## Restauration und Hundert Tage (1814–1830)
| Präsident                        | Beginn            | Ende              |
| -------------------------------- | ----------------- | ----------------- |
| Charles-Henri Dambray            | 4. Juni 1814      | 20. März 1815     |
| Jean-Jacques Régis de Cambacérès | 2. Juni 1815      | 7. Juli 1815      |
| Charles-Henri Dambray            | 12. Oktober 1815  | 12. Dezember 1829 |
| Claude-Emmanuel de Pastoret      | 17. Dezember 1829 | 3. August 1830    |

## Julimonarchie (1830–1848)
| Präsident              | Beginn         | Ende             |
| ---------------------- | -------------- | ---------------- |
| Étienne-Denis Pasquier | 3. August 1830 | 24. Februar 1848 |

## Zweites Kaiserreich (1852–1870)
| Präsident                 | Beginn            | Ende              |
| ------------------------- | ----------------- | ----------------- |
| Jérôme-Napoléon Bonaparte | 28. Januar 1852   | 30. November 1852 |
| Raymond-Théodore Troplong | 30. Dezember 1852 | 1. März 1869      |
| Adrien Marie Devienne     | 3. März 1869      | 20. Juli 1869     |
| Eugène Rouher             | 20. Juli 1869     | 4. September 1870 |

## Dritte Republik (1876–1940)
| Präsident                   | Beginn           | Ende             |
| --------------------------- | ---------------- | ---------------- |
| Gaston d’Audiffret-Pasquier | 13. März 1876    | 15. Januar 1879  |
| Louis-Joseph Martel         | 15. Januar 1879  | 25. Mai 1880     |
| Léon Say                    | 25. Mai 1880     | 30. Januar 1882  |
| Philippe Le Royer           | 2. Februar 1882  | 24. Februar 1893 |
| Jules Ferry                 | 24. Februar 1893 | 17. März 1893    |
| Paul Challemel-Lacour       | 27. März 1893    | 16. Januar 1896  |
| Émile Loubet                | 16. Januar 1896  | 18. Februar 1899 |
| Armand Fallières            | 2. März 1899     | 17. Januar 1906  |
| Antonin Dubost              | 16. Februar 1906 | 14. Januar 1920  |
| Léon Bourgeois              | 14. Januar 1920  | 22. Februar 1923 |
| Gaston Doumergue            | 22. Februar 1923 | 13. Juni 1924    |
| Justin de Selves            | 19. Juni 1924    | 9. Januar 1927   |
| Paul Doumer                 | 14. Januar 1927  | 13. Mai 1931     |
| Albert Lebrun               | 11. Juni 1931    | 10. Mai 1932     |
| Jules Jeanneney             | 3. Juni 1932     | 9. Juli 1940     |

## Vierte Republik (1946–1958)
| Präsident                   | Beginn            | Ende            |
| --------------------------- | ----------------- | --------------- |
| Auguste Champetier de Ribes | 27. Dezember 1946 | 18. März 1947   |
| Gaston Monnerville          | 18. März 1947     | 4. Oktober 1958 |

## Fünfte Republik (seit 1958)
| Präsident          | Beginn          | Ende                        |
| ------------------ | --------------- | --------------------------- |
| Gaston Monnerville | 4. Oktober 1958 | 2. Oktober 1968             |
| Alain Poher        | 2. Oktober 1968 | 2. Oktober 1992             |
| René Monory        | 1. Oktober 1992 | 1. Oktober 1998             |
| Christian Poncelet | 1. Oktober 1998 | 1. Oktober 2008             |
| Gérard Larcher     | 1. Oktober 2008 | 1. Oktober 2011             |
| Jean-Pierre Bel    | 1. Oktober 2011 | 30. September 2014          |
| Gérard Larcher     | 1. Oktober 2014 | amtierend (Stand Juli 2024) |